# Центуриатные комиции

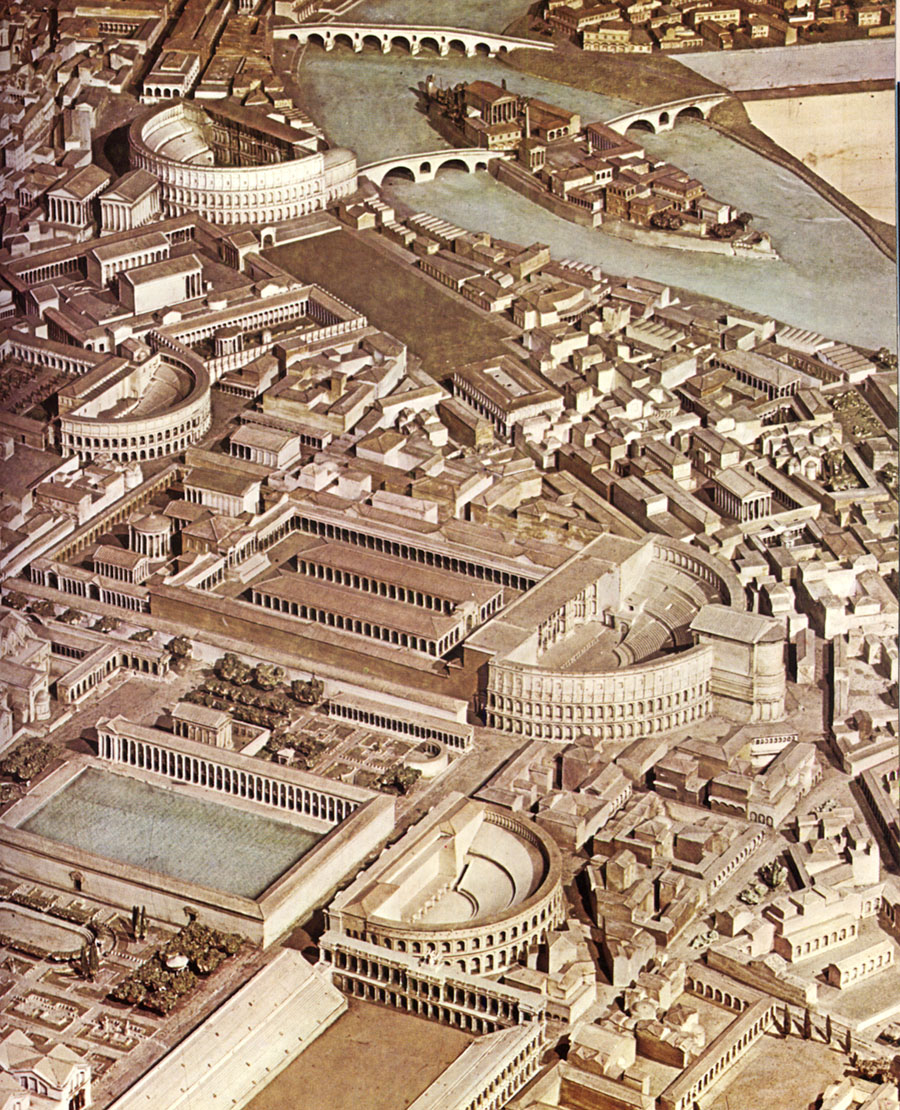
Макет-реконструкция Марсового поля по состоянию на 300 год н. э.

Центуриатные комиции (лат. Comitia centuriata) — один из видов народного собрания в Древнем Риме, состоявшее из патрициев и плебеев, способных носить оружие. Собрание распределялось по принципу имущественного ценза. По преданию были учреждены предпоследним римским царем Сервием Туллием. По функциям они вытеснили куриатные комиции. Прежде чем подавать голос, участники одной центурии совещались между собой. Каждая центурия имела один голос в комициях, поэтому общее число голосов равнялось количеству центурий. Однако, большинство центурий принадлежало первому классу (крупным землевладельцам) и перевес принадлежал часто именно ему. Всего имелось 193 центурии, голосование останавливалось, если первые 97 центурий голосовали единым мнением.
Так как центуриатные комиции были собранием воинов, то, по закону, они не могли собираться в самом городе Риме и собирались вне священной границы города (померия), на Марсовом поле. В течение собрания на Капитолии развевалось красное боевое знамя. Созывать центуриатные комиции могли только высшие магистраты, обладавшие империем: консулы, преторы, диктаторы, интеррексы. До закона Гортензия 287 года до н. э. через центуриатные комиции проходило большинство законов. После этой даты этим правом наделялись также трибутные комиции. Тем не менее даже тогда полномочия центуриатных комиций оставались весьма широкими. Они объявляли войну и заключали мир. В центуриях выбирали всех высших магистратов. Также до закона Луция Апулея Сатурнина (Lex Appuleia de majestate) были основным органом по делам о государственной измене.